# FIBA AmeriCup Femenina Sub-18
La FIBA AmeriCup Femenina Sub-18 (anteriormente conocida como Campeonato FIBA Américas Femenino Sub-18) es el campeonato para selecciones nacionales con jugadoras menores de 18 años de edad del continente americano de baloncesto. Es organizado desde 1988 por la Confederación Panamericana de Baloncesto (FIBA Américas). En los primeros años se realizó cada cuatro años, pero a partir de 2006 se lleva a cabo cada dos años. El torneo clasifica a los mejores cuatro al Campeonato Mundial de Baloncesto Femenino Sub-19. Antes de la edición de 2006 el campeonato se disputó por selecciones sub-19.

## Resultados
| Año  | Sede                                  |                                       | Partido por la medalla de oro         | Partido por la medalla de oro         | Partido por la medalla de oro         |                                       | Partido por la medalla de bronce      | Partido por la medalla de bronce      | Partido por la medalla de bronce      |
| Año  | Sede                                  | Oro                                   | Resultado                             | Plata                                 | Bronce                                | Resultado                             | Cuarto lugar                          |                                       |                                       |
| ---- | ------------------------------------- | ------------------------------------- | ------------------------------------- | ------------------------------------- | ------------------------------------- | ------------------------------------- | ------------------------------------- | ------------------------------------- | ------------------------------------- |
| 1988 | São Paulo                             | Estados Unidos                        | 70 - 68                               | Brasil                                | Cuba                                  | –                                     | Canadá                                |                                       |                                       |
| 1992 | Guanajuato                            | Brasil                                | 80 - 70                               | Estados Unidos                        | Cuba                                  | –                                     | Puerto Rico                           |                                       |                                       |
| 1996 | Cancún                                | Brasil                                | 82 - 78                               | Estados Unidos                        | Argentina                             | 69 - 61                               | Cuba                                  |                                       |                                       |
| 2000 | Mar del Plata                         | Estados Unidos                        | 69 - 46                               | Cuba                                  | Brasil                                | 59 - 39                               | Argentina                             |                                       |                                       |
| 2004 | Mayagüez                              | Estados Unidos                        | 121 - 56                              | Puerto Rico                           | Canadá                                | 47 - 43                               | Brasil                                |                                       |                                       |
| 2006 | Colorado Springs                      | Estados Unidos                        | 85 - 52                               | Canadá                                | Argentina                             | 73 - 69                               | Brasil                                |                                       |                                       |
| 2008 | Buenos Aires                          | Estados Unidos                        | Sistema de liga                       | Canadá                                | Brasil                                | Sistema de liga                       | Argentina                             |                                       |                                       |
| 2010 | Colorado Springs                      | Estados Unidos                        | 81 - 38                               | Brasil                                | Canadá                                | 81 - 42                               | Chile                                 |                                       |                                       |
| 2012 | Gurabo                                | Estados Unidos                        | 71 - 47                               | Brasil                                | Argentina                             | 53 - 49                               | Canadá                                |                                       |                                       |
| 2014 | Colorado Springs                      | Estados Unidos                        | 104 - 74                              | Canadá                                | Argentina                             | 69 - 67                               | Brasil                                |                                       |                                       |
| 2016 | Valdivia                              | Estados Unidos                        | 109 - 62                              | Canadá                                | Brasil                                | 70 - 64                               | Puerto Rico                           |                                       |                                       |
| 2018 | Ciudad de México                      | Estados Unidos                        | 84 - 60                               | Canadá                                | Argentina                             | 62 - 52                               | Colombia                              |                                       |                                       |
| 2020 | Cancelado por la pandemia de COVID-19 | Cancelado por la pandemia de COVID-19 | Cancelado por la pandemia de COVID-19 | Cancelado por la pandemia de COVID-19 | Cancelado por la pandemia de COVID-19 | Cancelado por la pandemia de COVID-19 | Cancelado por la pandemia de COVID-19 | Cancelado por la pandemia de COVID-19 | Cancelado por la pandemia de COVID-19 |
| 2022 | Buenos Aires                          |                                       | Estados Unidos                        | 82 - 77                               | Canadá                                |                                       | Argentina                             | 55 - 50                               | Brasil                                |
| 2024 | Bucaramanga                           | Estados Unidos                        | 80 - 69                               | Canadá                                | Argentina                             | 73 - 66                               | Brasil                                |                                       |                                       |

## Tabla de medallas
- Actualizado a Bucaramanga 2024.

| Núm. | País           | Oro | Plata | Bronce | Total |
| ---- | -------------- | --- | ----- | ------ | ----- |
| 1    | Estados Unidos | 12  | 2     | 0      | 14    |
| 2    | Brasil         | 2   | 3     | 3      | 8     |
| 3    | Canadá         | 0   | 7     | 2      | 9     |
| 4    | Cuba           | 0   | 1     | 2      | 3     |
| 5    | Puerto Rico    | 0   | 1     | 0      | 1     |
| 6    | Argentina      | 0   | 0     | 7      | 7     |